# Comandanta Ramona
La Comandanta Ramona (Chiapas, 1959-San Cristóbal de las Casas, 6 de enero de 2006) fue una mujer indígena tzotzil y comandante del Ejército Zapatista de Liberación Nacional de Chiapas, México. Fue una de las figuras públicas más importantes de la primera etapa del levantamiento zapatista y central para el Movimiento de mujeres zapatistas.
Fue una de las representantes más destacadas del EZLN durante los primeros años de vida pública del movimiento. El grupo musical chicano Quetzal de Los Ángeles grabó el tema Todos somos Ramona en su honor.

## Biografía
Nacida en 1959, en una comunidad tzotzil de los altos de Chiapas llamada San Andrés Sacamch’en de Los Pobres, Ramona fue una de las siete comandantas encargadas de dirigir el ejército. Previo a su involucramiento con el EZLN.

### Participación en el EZLN - Comité Clandestino Revolucionario Indígena CCRI
Ramona participó durante más de veinte años en el EZLN, su labor de defensa de los derechos de las mujeres indígenas a la salud, la educación y el pago justo por el trabajo artesanal la hicieron célebre en las comunidades de los altos de Chiapas. Trabajó a profundidad en el CCRI planeando el levantamiento del 1 de enero de 1994, formó parte activa de la toma de San Cristóbal de las Casas.

### Participación en las negociaciones con Ernesto Zedillo
El 21 de febrero de 1994 comenzaron oficialmente las negociaciones entre el EZLN y el gobierno del, entonces presidente, Carlos Salinas de Gortari. Ramona formó parte de los Diálogos de Catedral (Archivado el 5 de diciembre de 2018 en Wayback Machine.) en San Cristóbal.
Casi un año después, el 9 de febrero de 1995, Zedillo, que había asumido la presidencia del país el 1 de diciembre de 1994, ordenó una avanzada militar contra las comunidades zapatistas, rompiendo la tregua establecida como parte de las negociaciones y cercando a las milicias indígenas en la selva. El 9 de octubre de 1996, la Comandante Ramona rompió el cerco para dirigirse a la Ciudad de México donde participaría en la constitución del Congreso Nacional Indígena. Fue el primer viaje fuera de Chiapas que realizaba un miembro del EZLN y su aparición pública fue aclamada por miles de personas en el Zócalo.

### Trasplante de riñón y diagnóstico de cáncer
Durante 1996 Ramona fue diagnosticada con falla renal causada por cáncer y su salud era precaria durante gran parte de las negociaciones. En su viaje a la Ciudad de México recibió un trasplante de riñón gracias a la donación de su hermano, a pesar de su delicado estado de salud logró recuperarse y continuar participando activamente como representante pública del EZLN.

### Última aparición pública y fallecimiento
La última vez que apareció en público fue durante las reuniones preparatorias de La Otra Campaña, el 16 de septiembre del 2005, en el Caracol de La Garrucha. ya había sido intervenida por males renales y su salud se veía deteriorada. Nueve años después del trasplante regresó el cáncer de una forma más agresiva.
El 6 de enero de 2006, el Subcomandante Marcos anunció el fallecimiento de la Comandante Ramona durante un evento parte de la Otra Campaña, señaló que murió en camino a San Cristóbal y mostró un bordado realizado por ella que habría sido un regalo hecho durante su estadía en el hospital cuando le fue realizado el trasplante de riñón, como muestra del aprecio entre los dos.
Con motivo de su muerte, el Subcomandante Marcos suspendió las actividades de "La Otra Campaña" durante varios días para estar presente en el servicio funerario de Ramona, en la zona selva del estado.

## Ley Revolucionaria de mujeres
Un año antes del levantamiento armado, la Comandanta Ramona y la Mayor Ana María realizaron una consulta a mujeres habitantes de las comunidades bajo el control del EZLN, la información que obtuvieron cristalizaría en la Ley Revolucionaria de Mujeres
La ley se aprobó por las comunidades indígenas el 8 de marzo de 1993 y fue publicada junto con la Primera Declaración de la Selva Lacandona, su función es garantizar los derechos reproductivos, educativos, políticos y laborales de las mujeres.